# 조희재 (교육인)

## 조희재(1982~1947)

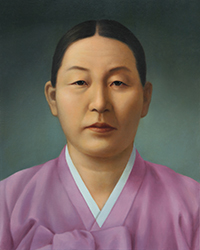
혜당 조희재 여사(1892.2.12~1947.11.3)

혜당(惠堂) 조희재(趙喜在) 여사

## 생애
조희재는 남편 박기홍과 함께 평소 근검절약과 자립정신으로 가산을 일구었다. 특히 박기홍이 서울시 중구 장교동에 있었던 장훈학교를 운영하며 윤치호 등을 도와 육영사업을 펼쳤지만 뜻을 이루지 못하고 세상을 떠나 혜당은 이 뜻을 결코 잊지 않고 조국의 광복을 기다렸다.
당시 장형(張炯)은 항일운동을 함께한 오랜 친구로 지사적(志士的) 신의가 있던 사이였고 오랫동안 항일운동의 자금을 조달하면서 맺어진 굳건한 인연이었다.
광복 후 혜당은 망부 박기홍의 뜻을 이어 받아 교육이 인간을 완성하고 나라의 기본을 세우는 데 요체가 된다는 점을 중시하여 순수 민족자본을 기반으로 한 대학설립의 뜻을 품고 일제치하 독립운동자금 지원과정에서 교분을 맺어온 범정(梵亭) 장형(張炯)과의 신의를 바탕으로 사재(토지 80만평, 1953년 당시 1억환 가치)를 흔쾌히 내놓아 재단 설립의 기반이 되었다.
특히 독립자금을 지원했던 박기홍의 유지를 받든 혜당은 대학을 세우면서 그 기본 정신을 민족애와 조국애에 두었다. 이로써 대학명이 '단군(檀君)'과 '애국(愛國)'이라는 어휘가 합쳐 단국대학으로 만들어지는 계기가 되었다.
당시 병환중이었던 혜당은 1947년 11월 1일 대학 설립인가를 받은 이틀 후 1947년 11월 3일에 끝내 유명을 달리하였다. 장례는 대학장으로 치루워졌다. 혜당이 세상을 떠난 후 무남독녀였던 아정(雅庭) 박정숙(朴正淑, 학교법인 단국대학의 2대, 4대 이사장)과 외손자인 이용우(李庸友, 5대 이사장, 12대 총장)가 뒤를 이었다. (단국대 설립자 소개 참조)

## 신익희와 토지 5만평
현재 한국에는 2백개가 넘는 4년제 대학들이 있다. 각 대학들마다 설립자가 다르고, 설립한 정신이나 취지도 다르다. 그렇지만 대부분의 대학들이 자신의 대학이 어떠한 대학인지 명확하게 설명하지 못하고 있다. 이 글은 단국대학은 어떠한 대학인지를 살펴보려는데 목적이 있다. 

단국대학은 독립운동과 밀접한 관련속에서 설립되었다. 우선 설립자인 범정 장형이 독립운동가였다. 장형은 일제식민지시기에 서간도와 국내를 중심으로 독립운동 자금을 모집하는 한편, 대한민국 임시정부와 만주지역의 독립군과 연계되어 활동한 인물이다. 단국대학을 설립한 것도 대한민국 임시정부와 백범 김구의 독립정신과 관련이 있다.

장형은 해방 후 환국하여 대한민국 임시정부가 추진하는 대학설립에 참여하여 국민대학을 설립하고, 임시정부 내무부장 신익희와 함께 이사장으로 국민대학을 운영하였다. 이후 1947년 신익희가 임시정부를 떠나자 국민대학과 결별하였다.  신익희의 행동을 임시정부와 김구에 대한 배신으로 여겼던 것이다. 그리고 임시정부와 김구의 독립정신을 계승하는 대학의 설립을 추진, 1947년 11월 단국대학을 설립하였다. 

단국대학은 설립주체나 과정으로 보면, 그 설립정신은 독립정신이었다. 설립자가 독립운동가였고, 또 임시정부와 김구의 독립정신을 계승하는 대학으로 설립되었다는 점에서 그렇다. 단국대학은 다른 대학에서 찾아볼 수 없는, 단국대학만이 갖고 있는 정체성이 있다.

첫째는 대한민국 임시정부와 김구의 독립정신을 계승한 대학이라는 점이다. 설립자 장형은 독립운동가였고, 임시정부가 추진하는 대학설립에 참여하여 국민대학을 설립하였다. 그리고 김구가 설립한 건국실천원양성소에서 이사장을 맡는 등 김구와 각별한 관계를 맺고 있었다.
이후 신익희가 임시정부를 떠난 것을 계기로, 임시정부와 김구의 독립정신을 계승하기 위해 국민대학과 결별하고 단국대학을 설립한 것이다.

둘째는 독립운동가가 세운 대학으로, 독립정신을 이어가고 있는 유일한 대학이라는 점이다. 독립운동과 관련하여 국민대학·국학대학·신흥대학 등이 설립되었지만, 이들 대학은 모두 없어지거나 재단이 바뀌었다. 독립운동가에 의해 설립되고 독립정신을 이어가고 있는 대학은 단국대학이 유일하다.

셋째는 민족통일을 대비하는 대학이라는 점이다. 장형은 대학을 설립하면서 남북통일과 통일정부 수립에 기여하기를 염원하였고, 학교의 이름에 그 뜻을 담고자 하였다. ‘통일국가를 수립하려면 민족의 동질성을 찾아야 하는데, 우리 민족은 단군의 자손이 아니냐’라는 생각에서 교명을 ‘단국’으로 결정하였다. ‘단국’이란 교명은 남북통일과 통일정부 수립을 염원하는 의미를 담고 있다. 

위키문헌에 이 글과
관련된 원문이 있습니다.
단국대학 설립취지서

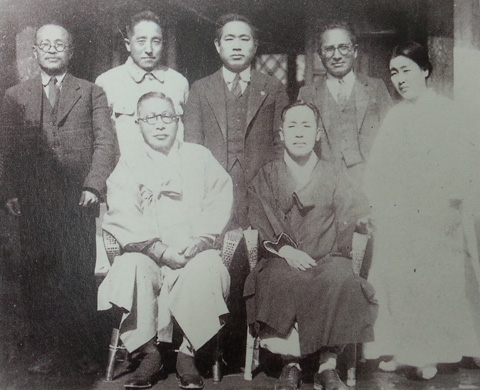
단국대학 설립 시 모습. 앞줄 김구(흰옷)와 설립자 장형, 뒷줄 장도빈과 설립자 조희재의 장녀 박정숙 (개교일 : 1947년 11월 3일)

민립대학설립운동(民立大學設立運動)이라고 하여 1922년 일제가 공포한 조선교육령에 따라 관립 경성제국대학 설립에 대응하여 이상재(李商在)를 비롯한 민족주의자들이 민족교육과 민족간부 양성을 목적으로 민립대학을 설립하려고 한 운동도 있었지만 광복 후 대학을 설립한 주체의 하나는 독립운동 세력이었다. 대한민국임시정부도 환국 후, 국내에서 대학을 설립하고자 하였다.
실제로 1922년 11월 이상재, 현상윤, 한용운, 이승훈, 허헌, 송진우, 장덕수, 이갑성, 남궁훈, 홍덕유 등 각계 인사들은 민립대학기성준비회를 조직하고, 1923년 3월 29일 발기인 1,170명 중 460여 명의 대표가 한 민족의 지식욕을 충족시킬 만한 대학이 하나도 없다는 것은 민족의 수치이므로 민립대학을 설립하지 않을 수 없다는 취지에 따라 조선중앙기독교청년회관에서 발기총회를 개최하고 사업계획을 통과시켰다. 이후 안동, 논산 등에서 구체적인 계획까지 세웠지만 일제의 집요한 방해로 광복이 되기까지 끝내 이루지 못하였다.
광복후 임시정부는 환국 직후 내무부 산하에 정치공작대와 행정연구위원회를 설치하면서, 행정연구회에 대학설립을 맡겼다. 신익희가 내무부장으로 그 책임을 맡았고 임시정부 요인들과 협의하여 '국민의 대학'을 설립한다는 취지아래 대학 설립기성회를 조직, 기성회는 주석 김구와 부주석 김규식을 고문, 외무부장 조소앙을 명예회장으로 하고, 회장은 신익희가 맡았다. 또한 국내의 교육, 법조, 행정, 언론 등 각계 인사 40명으로 이사진을 구성하였다. 구성한 이사 중 한 사람이 장형이었다. 장형은 독립운동계 인사로 참여하였다.
기성회가 중심이 되어 대학설립을 추진하였다. 기성회에서 실무를 주도한 것은 회장 신익희와 이사 장형이었다. 장형은 군자금을 모집하며 서간도지역을 중심으로 활동하던 독립운동가로 귀국하여 기성회에 참여하였다. 기성회는 5천만원의 대학설립 기금을 모집한다는 계획을 세웠지만, 여의치 않았다.
이때 장형이 독립운동시절 동지였던 박기홍의 미망인 조희재로부터 5만평의 토지를 기증받았고 이를 기본 재산으로 하여 1946년 9월 1일 임시 기성회가 발족(發足)할 수가 있었다. 전후 사정이 이러했음에도 불구하고 국민대학의 기성회 측에서는 이후 조희재가 제공하려 했던 토지 5만평에 대한 문제와 장형의 재단 설립에 기여된 활동 및 경위에 대해서는 어떤 자료도 남아 있지 않아 이때의 기록을 찾을 수 없다. 이로써 차후에 발생한 일로 받았던 충격과 서로간에 느꼈던 감정의 차이가 상당히 컸음을 알 수가 있다.
여기서 장형이 '단국대학'을 설립한 계기와 의도를 분명하게 인식할 필요가 있다. 장형은 임시정부에서 추진한 대학 설립에 참여하여 신익희와 함께 대학을 설립하였으나 신익희가 임시정부와 한국독립당을 떠나 이승만측과 한국민주당에 참여하자, 이를 임시정부와 김구에 대한 '배신'이라 여겼고, 이제 더 이상 임시정부의 정신을 이을 수 없다고 생각하였다. 이것이 국민대학과 결별하고, 임시정부와 김구의 독립정신을 계승하는 대학으로 '단국대학'을 설립하게 된 연유이다.
끝내 장형은 맡고 있는 재단의 이사장을 사임하였고 임시정부와 김구의 독립정신을 계승하는 대학을 별도로 설립키로 했다. 범정 장형과 뜻을 함께 한 인물은 범정 선생을 통해 독립 운동 자금을 지원했던 경기도 화성의 자산가, 박기홍 선생의 부인인 혜당 조희재 여사였다. 조희재 여사는 광복 후 부군이었던 고 박기홍 선생의 유지를 받들어 장형의 대학 설립에 적극 찬성하며 자신이 소유하고 있던 264만m2(약 80만평, 1953년 화폐개혁에 의한 당시 가치로 1억환 상당)의 토지를 내놓았다. 장형은 이를 기반으로 대학설립을 추진, 1947년 9월 15일 재단법인 단국대학 설립준비위원회를 결성하였고 재단법인의 설립을 정식 신청하여 1947년 11월 1일 정부의 정식 인가와 승인으로 광복후 최초 정규 4년제 대학의 단국대학을 설립하였다.
사실 단국대학 설립은 김구와 관계가 깊다. 장형은 '국내에 들어가 김구를 도우라'는 김홍일의 조언을 듣고, 귀국, 임시정부가 추진하는 대학설립기성회에 참여하는 등 장형은 김구과 각별한 관계를 맺었고, 김구의 통일정부수립 노선을 지지하고 있었다. 이후 김구가 건국실천원양성소를 설립하자 이사장으로 재정적 지원을 하며, 소장 김구의 뜻에 정성으로 도왔다. 장형은 건국실천원양성소의 인연으로 김정실과 엄항섭, 양주동과 함께 인재교육에 뜻을 두었다.
'단국'이란 교명도 임시정부와 김구가 추진하고 있는 통일국가수립을 지지한 데서 나왔다. 장형은 대학설립을 추진할 때 뜻을 함께하는 여러 인사들에게 교명에 대한 의견을 구하면서, '지금 임시정부와 김구가 나서서 통일정부수립을 주장하고 있는데, 학교 이름은 남북통일에 기여하고 그것을 상징하는 의미를 담았으면 좋겠다.'고 하였다.
이에 대해 장도빈, 안호상, 안재홍 등이 '통일국가를 수립하려면 민족의 동질성을 찾아야 한다. 우리 민족은 단군의 자손이 아니냐, 남북을 막론하고 단군의 건국정신을 받아들여야 한다'는 의견을 내놓았다. 이에 단군의 건국정신을 고취한다는 뜻에서 교명을 '단국'으로 결정하였다. 이렇듯이 '단국'이란 교명은 단군에 뿌리를 두자는 데서 나온 것이 아니라, 남북통일, 통일국가수립을 열망한 데서 나온 것이다. 즉, '단군'의 건국정신과 나라를 사랑한다는 마음의 '단군'과 '애국'이라는 글자를 합하여 단국대학교라는 이름으로 지어지게 되었다.

## 가족
무남독녀였던 아정(雅庭) 박정숙은 2013년 6월 20일 오전 9시 서울아산병원에서 숙환으로 향년 90세로 세상을 떠났다. 박정숙은 단국대 설립에 일역을 맡았고 단국대의 이사장을 역임하며 대학의 발전을 이끌었다. 1982년에는 교육 발전의 공로를 인정받아 정부로부터 국민훈장 동백장을 수훈했다.
박정숙의 가족으로는 아들 이용우(단국대 석좌교수), 며느리 고주자, 손자 이준석(단국대 치과대학 치의학과 교수), 손녀 이윤정씨가 있다. 장지는 경기도 남양주시 금곡동 선영이다.

## 같이 보기
- 박기홍
- 장형
- 장충식